# دونالد ماكليود
دونالد ماكليود (17 نوفمبر 1932 في نيوزيلندا - 29 مايو 2008 في نيوزيلندا) (بالإنجليزية: Donald MacLeod)‏ هو لاعب كريكت نيوزلندي.

## وصلات خارجية
- دونالد ماكليود على موقع إي آس بي آن كريك إنفو (الإنجليزية)